# Don't Let Go (álbum de Jerry Garcia Band)
Don't Let Go é o terceiro álbum ao vivo, e quarto álbum em geral, da banda Jerry Garcia Band. Inclui a apresentação completa de 21 de maio de 1976 no Orpheum Theatre em San Francisco, com uma faixa bônus gravada em 11 de setembro de 1976 no Keystone em Berkeley. Foi lançado em 23 de janeiro de 2001.
De janeiro de 1976 a agosto de 1977, a formação da Jerry Garcia Band foi a apresentada nesta gravação – Jerry Garcia na guitarra e vocais, Keith Godchaux nos teclados, Donna Jean Godchaux nos vocais, John Kahn no baixo e Ron Tutt na bateria. Dois outros álbuns gravados por esta formação são Pure Jerry: Theatre 1839, San Francisco, July 29 & 30, 1977 e Garcia Live Volume Seven.
Jerry Garcia toca uma guitarra Travis Bean nesta gravação.

## Recepção da critica
| Críticas profissionais | Críticas profissionais |
| Avaliações da crítica  | Avaliações da crítica  |
| Fonte                  | Avaliação              |
| ---------------------- | ---------------------- |
| Allmusic               | [ 2 ]                  |
| The Music Box          | [ 3 ]                  |

No AllMusic, Lindsay Planer disse: “Esta banda é sobre ritmos e alma contagiantes. Garcia joga com uma energia e liberdade de espírito que raramente alcançou durante suas últimas duas décadas com o Grateful Dead. Isso provavelmente se deveu, pelo menos em parte, ao catálogo enciclopédico de material... A banda usa a estrutura de cada música como uma plataforma para sua marca única de acrobacias auditivas instintivas. A interação entre o quarteto instrumental é melhor descrita como telepatia inspirada.... Don't Let Go é altamente recomendado para entusiastas curiosos, bem como para o insaciável Deadhead.”
No The Music Box, John Metzger escreveu: “Infelizmente, Don't Let Go não é o set definitivo e perfeito do JGB, embora Deadheads, sem dúvida, encontre o álbum – que foi compilado de um show da área da baía realizado em 21 de maio de 1976 – ser uma coleção obrigatória. Da mesma forma, os não iniciados que podem estar abertos a esse tipo de coisa certamente encontrarão a centelha de brilho que brilha em muitas das faixas e se esconde logo abaixo da superfície em várias outras. Aqueles mais passivos dos Deadheads e apenas levemente curiosos, no entanto, podem querer esperar por algo um pouco menos falho.”

## Lista de faixas
Disco um
1. "Sugaree" (Robert Hunter, Jerry Garcia) – 9:55
2. "They Love Each Other" (Hunter, Garcia) – 8:31
3. "That's What Love Will Make You Do" (James Banks, Eddy Marion, Henderson Thigpen) – 9:56
4. "Knockin' on Heaven's Door" (Bob Dylan) – 11:07
5. "Sitting in Limbo" (Plummer Bright, James Chambers) – 10:29
6. "Mission in the Rain" (Hunter, Garcia) – 7:43
7. "Don't Let Go" (Jesse Stone) – 16:03

Disco dois
1. "After Midnight" (J. J. Cale) – 11:00
2. "Strange Man" (Dorothy Love Coates) – 7:12
3. "Tore Up over You" (Hank Ballard) – 9:28
4. "I'll Take a Melody" (Allen Toussaint) – 15:10
5. "The Way You Do the Things You Do" (Smokey Robinson, Robert "Bobby" Rogers) – 7:11
6. "My Sisters and Brothers" (Charles Johnson) – 6:41
7. "Lonesome and a Long Way from Home" (Bonnie Bramlett, Leon Russell) – 14:27

Faixa bônus:
1. "Mighty High" (David Crawford, Richard Downing) – 6:26

## Pessoal
Jerry Garcia Band
- Jerry Garcia – guitarra, vocais
- Donna Godchaux – vocais
- Keith Godchaux – teclados, vocais
- John Kahn – baixo
- Ron Tutt – baterias, vocais

Produção
- Coordenador do álbum: Cassidy Law
- Produtora executiva: Deborah Koons Garcia
- Gravação: Betty Cantor-Jackson
- Masterização: Jeffrey Norman
- Arquivista de fitas: David Lemieux
- Fotografia: Ed Perlstein